# Campeonato Mundial de Tiro de 1923
El XXI Campeonato Mundial de Tiro se celebró en Camp Perry (Estados Unidos) en el año 1923 bajo la organización de la Federación Internacional de Tiro Deportivo (ISSF) y la Federación Estadounidense de Tiro.

## Resultados

### Masculino
| Evento                                  | Oro                                    | Plata                                  | Bronce                                      |
| --------------------------------------- | -------------------------------------- | -------------------------------------- | ------------------------------------------- |
| Rifle 3 posiciones 300 m                | Morris Fisher Estados Unidos 1090 pts. | Walter Stokes Estados Unidos 1069 pts. | Lawrence Neusslein Estados Unidos 1062 pts. |
| Rifle 3 posiciones 300 m (equipos)      | Estados Unidos 5301                    | —                                      | —                                           |
| Rifle en pos. tendida 300 m             | Morris Fisher Estados Unidos 385       | John Boles Estados Unidos 379          | Walter Stokes Estados Unidos 377            |
| Rifle en pos. de rodillas 300 m         | Morris Fisher Estados Unidos 367       | Walter Stokes Estados Unidos 358       | Lawrence Neusslein Estados Unidos 352       |
| Rifle en pos. de pie 300 m              | Lawrence Nuesslein Estados Unidos 339  | Morris Fisher Estados Unidos 338       | John Boles Estados Unidos 335               |
| Rifle militar 3 posiciones 300 m        | Ned Moor Estados Unidos 484            | J. Boa Canadá 474                      | B. van Spreekens · Países Bajos · 451       |
| Rifle militar en pos. tendida 300 m     | J. Boa Canadá 182                      | Ned Moor Estados Unidos 177            | B. van Spreekens · Países Bajos · 160       |
| Rifle militar en pos. de rodillas 300 m | B. van Spreekens · Países Bajos · 162  | J. Boa Canadá 161                      | Ned Moor Estados Unidos 157                 |
| Rifle militar en pos. de pie 300 m      | Ned Moor Estados Unidos 150            | André Regaud Francia 131               | J. Boa Canadá 131                           |
| Pistola 50 m                            | Irving Calkins Estados Unidos 523      | Charles Price Estados Unidos 513       | R.G. Wescott Estados Unidos 512             |
| Pistola 50 m (equipos)                  | Estados Unidos 2540                    | —                                      | —                                           |

## Medallero
| Núm. | País           | Oro | Plata | Bronce | Total |
| ---- | -------------- | --- | ----- | ------ | ----- |
| 1    | Estados Unidos | 9   | 6     | 6      | 21    |
| 2    | Canadá         | 1   | 2     | 1      | 4     |
| 3    | Países Bajos   | 1   | 0     | 2      | 3     |
| 4    | Francia        | 0   | 1     | 0      | 1     |
|      | TOTAL          | 11  | 9     | 9      | 29    |